# Adenylát cyklázový toxin
Adenylát cyklázový toxin je faktor virulence produkovaný některými členy rodu Bordetella. Spolu s pertusovým toxinem je nejdůležitějším virulenčním faktorem bakterie Bordetella pertussis, která způsobuje onemocnění zvané černý kašel. Bordetella bronchiseptica a Bordetella parapertussis, schopné vyvolat podobná onemocnění také produkují adenylát cyklázový toxin. Jedná se o sekretovaný toxin, jehož funkcí je ovlivnění hostitelského imunitního systému.

## Struktura
Adenylát cyklázový toxin z bakterie Bordetella pertussis je 1706 aminokyselin dlouhý protein. Skládá se ze tří domén: Od N-konce po aminokyselinu 400 sahá adenylát cyklázová doména, mezi aminokyselinovými zbytky 500 až 700 se nachází hydrofobní doména. Od zbytku 1000 až po C-konec proteinu sahají vápník-vázající repetice. Na lyzinech K860 a K983 dochází k acylacím. Část toxinu od zbytku 400 až po C-konec, nazvaná hemolyzin, je strukturně příbuzná velké proteinové rodině bakteriálních toxinů – RTX toxinů. Rozdíly mezi adenylát cyklázovými toxiny jednotlivých druhů rodu Bordetella  jsou největší v oblasti C-koncových repetic.

### Skládání a sekrece
Adenylát cyklázový toxin je sekretován z buněk sekrečním systémem typu I. Tento sekreční systém prochází oběma membránami a periplazmovým prostorem, což umožňuje vyloučit toxin z cytoplazmy rovnou do okolí. Velká část molekul toxinu ulpívá na bakteriálních povrchových proteinech, zejména na filamentózním hemaglutininu, ale tyto molekuly nejsou aktivní. Vytváření agregátů toxinových molekul, podobně jako ulpívání na extracelulárních proteinech, inaktivuje toxin. Tato rychlá inaktivace v bezprostřední blízkosti bakterie upozorňuje na nutný blízký kontakt sekretující bakterie a cílové hostitelské buňky.

## RTX toxiny
Název RTX pochází z anglického 'repeats in toxins,' tedy 'repetice v toxinu,' ale ne všechny proteiny spadající do této rodiny jsou toxiny. Opakující se nonapeptidy (krátké úseky o 9 aminokyselinách) bohaté na aspartát a glycin jsou pro tuto rodinu charakteristické. Repetice vážou vápníkové ionty. Význačným rysem RTX proteinů je jejich schopnost vytvářet póry v buněčných membránách, čímž umožní únik iontů. To se může jasně ukázat při působení na erytrocyty, kdy dochází k hemolýze. Tím si tyto proteiny vysloužily i svůj souhrnný název 'hemolyziny.' Buněčné typy, které mohou být cílem tvorby pórů, se liší podle konkrétního toxinu. Acylace lyzinů je nezbytná pro tvorbu pórů, a pro následné cytotoxické efekty všech RTX toxinů.
Do rodiny RTX proteinů patří toxiny mnoha známých gram-negativních patogenů. Dobrým příkladem je α-hemolyzin z Escherichia coli nebo RtxA z Vibrio cholerae.

## Funkce

### Molekulární mechanizmy
Adenylát cyklázový toxin se váže na cílové buňky přes komplementový receptor 3 (jinak též CD11b/CD18, Mac-1). Cílové buňky jsou myeloidního původu, hlavně fagocytické buňky jako neutrofily. Vazba na buňky bez komplementového receptoru 3 (CR3) je také zdokumentována, ale dochází k ní v mnohem menší míře. Část toxinu zodpovědná za vazbu na receptor leží uvnitř vápník-vázajících repetic, od zbytku 1166 po 1287. Hemolyzinová část proteinu se poté váže na cílovou membránu a vkládá se do lipidové dvojvrstvy. Adenylát cyklázová (AD) doména je translokována přes membránu, do cytosolu. Translokace AC domény je nezávislá na cytotoxické tvorbě pórů, každá z těchto funkcí vyžaduje jinou konformaci toxinu. Přechodně otevřené póry mohou přispívat k funkci adenylát cyklázové domény únikem draslíku z cílové buňky a naopak přílivem vápníku dovnitř. To vede k zpomalení endocytózy povrchových receptorů a s nimi asociovaného toxinu, zároveň dochází k uvolnění komplexu receptoru a toxinu z cytoskeletu. Komplex je pak přemístěn do lipidových raftů bohatých na cholesterol. Influx vápníku jako takový má mnoho negativních dopadů na cílovou buňku, vede například k deregulaci buněčné signalizace.
Adenylát cyklázový toxin má vlastní enzymatickou aktivitu. Translokace AC domény spouští hlavní proces, kterým toxin ovlivňuje buňku: AC doména váže kalmodulin, je jím aktivována a katalyzuje neregulovanou produkci cAMP z ATP. cAMP je důležitý signalizační druhý posel a jeho masivní nadprodukce má vliv na mnoho buněčných procesů. cAMP zprostředkovanou aktivací proteinkinázy A a Epac dráhy dochází k zastavení většiny antimikrobiálních funkcí fagocytických buněk.

### Vliv na cílové buňky
Výše popsané efekty adenylát cyklázového toxinu, hlavně nadprodukce cAMP, mají výrazný vliv na cílové buňky. Ačkoli fagocytické imunitní buňky migrují do místa zánětu v plicích, nejsou schopné efektivní imunitní reakce.Zablokováno je nejen pohlcování bakterií, ale i následné produkce kyslíkových radikálů neutrofily a monocyty, tvorba NET neutrofily a dochází i k inhibici NO u makrofágů. Nejdůležitější je působení na neutrofily v brzkých stádiích infekce bakteriemi rodu Bordetella, kdy jsou narušené jejich antimikrobální funkce. Intoxikace adenylát cyklázovým toxinem vede k posunu v polarizaci makrofágů z M1 (prozánětlivého) fenotypu k M2 (regulačnímu) fenotypu, a může dojít k jejich apoptóze. Akumulace cAMP po intoxikaci adenylát cyklázovým toxinem také narušuje signalizaci přes IRF v dendritických buňkách, což snižuje produkci interleukinu 12. Interleukin 12 je důležitý pro polarizaci T-buněčné odpovědi. Další efekty cAMP na dendritické buňky jsou taktéž nežádoucí pro imunitní odpověď. Ačkoli cAMP stimuluje migraci dendritických buněk do lymfatických uzlin, zároveň snižuje jejich schopnost interakce s T-buňkami a schopnost prezentovat antigeny. Toto působí tolerogenním způsobem na T-buněčnou populaci.

## Vakcinace
Vakcinace kojenců proti černému kašli se provádí preventivně. Nedávný přechod z celobuněčné vakcíny na acelulární komponentovou vakcínu v mnoha zemích vedl k tomu, že adenylát cyklázový toxin není ve většině vakcín přítomný. Byť se do vakcín nepřidává, výzkum ukazuje, že imunizace adenylát cyklázovým toxinem vyvolá tvorbu neutralizačních protilátek. Neutralizační protilátky blokují vazbu toxinu na komplementový receptor. Protilátky proti adenylát cyklázovému toxinu jsou přítomné v séru lidí infikovaných Bordetella pertussis.
Konstrukty vycházející ze struktury adenylát cyklázového toxinu prokazatelně vyvolávají tvorbu neutralizačních protilátek, ale nejsou cytotoxické jako kompletní toxin. Geneticky detoxifikovaný adenylát cyklázový toxin pomáhá polarizovat imunitní odpověď směrem k Th1/Th17, a účinkuje jako adjuvant.

## Jiné funkce adenylát cyklázového toxinu
Adenylát cyklázový toxin nebo jeho části mohou sloužit jako nástroj buněčným biologům. Adenylát cyklázová doména může být užitá jako reportérový protein. Reportérová aktivita je založená na produkci cAMP. Pokud je doména konjugovaná ke studovanému proteinu a dojde k translokaci do buňky, dojde i k produkci cAMP. Adenylát cyklázová doména má dvě subdomény, obě jsou potřebné pro produkci cAMP. Připojení každé subdomény k jinému proteinu umožňuje studovat meziproteinové interakce. Produkce cAMP v tomto případě ukazuje na vzájemnou interakci mezi proteiny. Podobně, subdomény mohou být spojené studovaným proteinem, který je štěpen proteázami. Ztráta cAMP produkce ukazuje na štěpení studovaného proteinu.